# Hans von Auerswald

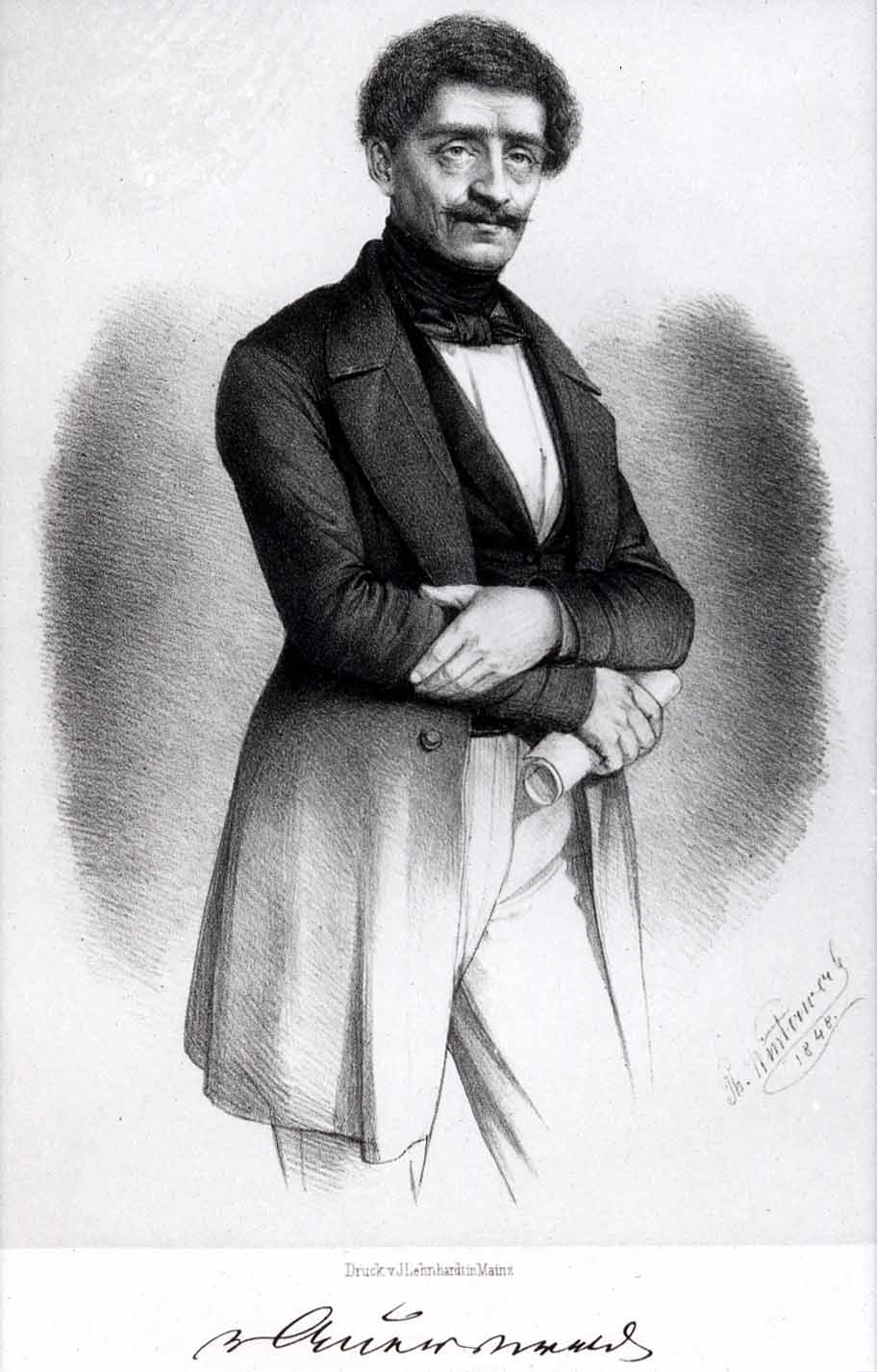
Hans Adolf von Auerswald

Hans Adolf (auch: Adolph) Erdmann von Auerswald (* 19. Oktober 1792 in Marienwerder, Westpreußen; † 18. September 1848 in Frankfurt am Main) war ein preußischer Generalmajor.

## Familie
Er entstammte einem alten meißnischen Adelsgeschlecht mit gleichnamigem Stammhaus Auerswalde (heute ein Ortsteil von Lichtenau im Landkreis Mittelsachsen), das im Jahr 1263 urkundlich zuerst genannt wird, und war der Sohn des königlich preußischen Landhofmeisters Hans Jakob von Auerswald (1757–1833).
Auerswald heiratete am 16. Oktober 1832 in Königsberg (Ostpreußen) die verwitwete Auguste von Bardeleben (* 24. August 1809 auf Gut Rienau; † 10. November 1844 in Königsberg), die Tochter des königlich preußischen Landwehr-Inspekteurs Karl Alexander von Bardeleben, Gutsherr auf Rienau sowie Alt- und Neu-Kingitten, und der Dorothea Prenzel.
Sein Bruder war der preußische Ministerpräsident Rudolf von Auerswald (1795–1866).

## Leben

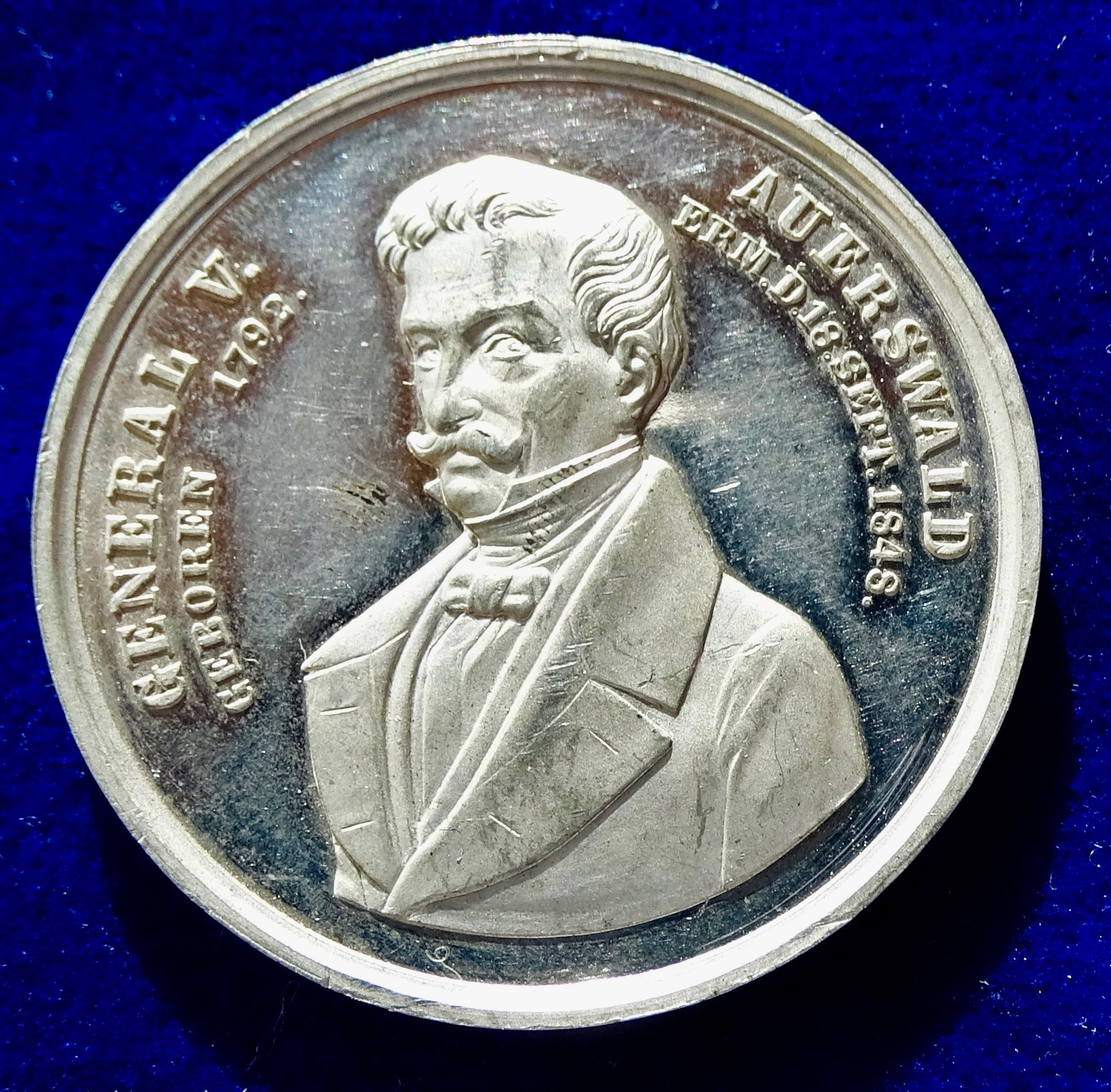
Frankfurt am Main, Medaille 1848 auf die Ermordung von General Hans von Auerswald, Vorderseite.

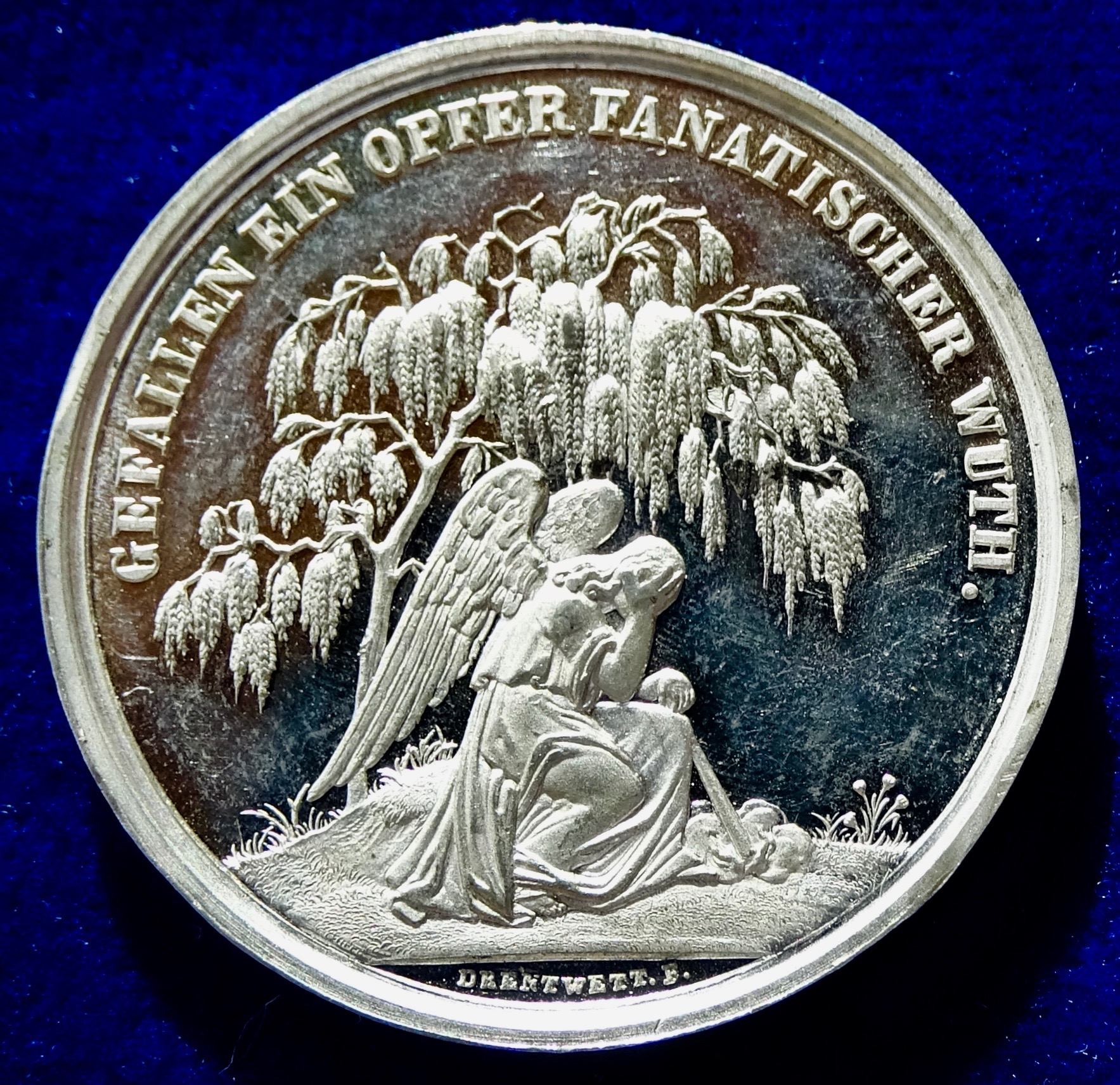
Ein trauernder Engel auf der Rückseite dieser Medaille.

Auerswald studierte an der Universität Königsberg von 1810 bis 1813 Rechtswissenschaften und Kameralwissenschaften. Im Januar 1813 trat er als Freiwilliger in das 2. westpreußische Dragoner-Regiment ein. Er kämpfte in den Befreiungskriegen in den Schlachten bei Großbeeren, Dennewitz und Leipzig und nahm am Feldzug in Holland als Leutnant teil. 1814 erhielt er dafür das Eiserne Kreuz am Schwarzen Band. Für seinen Einsatz in der Schlacht bei Waterloo 1815 erhielt er den Wladimir-Orden. Nach der Schlacht bei Waterloo wurde er Adjutant von General Friedrich Wilhelm von Bülow. 1816 wurde er Premier-Lieutenant und kam im April 1818 in den Generalstab unter Kleist von Nollendorf in Merseburg. Am 5. April 1819 wurde er Rittmeister und kam etwas später zum Generalkommando der 1. Armee. 1831 wurde er zum Major befördert. 1841 wurde er zum Oberst des litauischen Dragonerregiments, 1846 zum Brigadekommandeur in Neiße ernannt und 1848 in gleicher Stellung nach Breslau versetzt.
Trotz seiner preußisch-militärischen Stellung war Auerswald ein von den liberalen Oppositionspolitikern im Deutschen Bund geschätzter Gesprächspartner, was ihm 1847 eine Berufung in den Ehrenrat der Deutschen Zeitung einbrachte. Ab dem 20. Mai 1848 war er als Abgeordneter für Rosenberg Mitglied der Frankfurter Nationalversammlung und fungierte als Vorsitzender des Ausschusses für Volksbewaffnung und Heerwesen. Auerswald zählte zur konstitutionell-liberalen Casino-Fraktion.

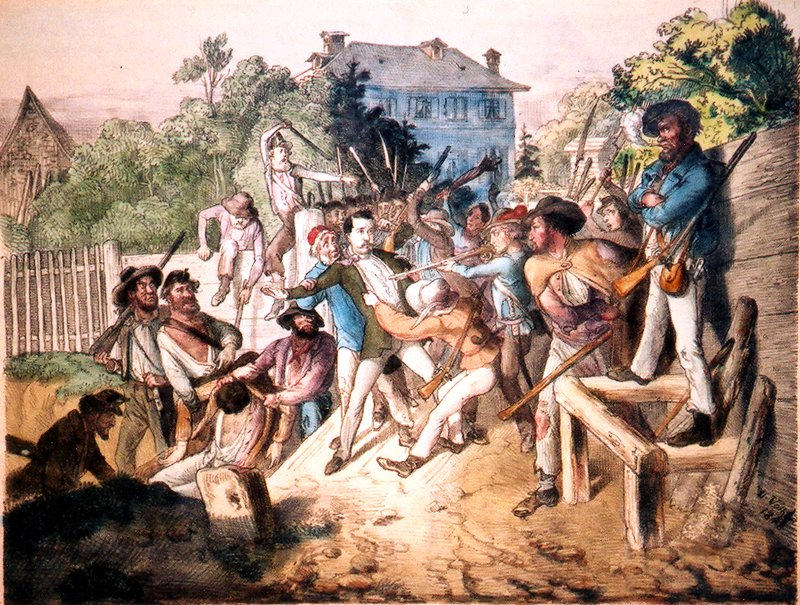
Ermordung von Felix von Lichnowsky und Hans von Auerswald

Als nach der Abstimmung über den Waffenstillstand von Malmö am 18. September 1848 in Frankfurt linksgerichtete nationalistische Unruhen  ausbrachen (Septemberunruhen), wurde Auerswald zusammen mit Felix von Lichnowsky vor dem Friedberger Tor von Aufständischen angegriffen und quer über die Bornheimer Heide verfolgt. Beide fanden zunächst Zuflucht in einem Privathaus (heute Merianstraße 23), doch ihre Verfolger erkannten ihr Versteck, da ihre Pferde bei dem Haus angebunden waren. Als erster wurde Auerswald auf dem Dachboden gefunden und sofort getötet. Anschließend wurde auch Lichnowsky aus seinem Versteck im Keller gezerrt und so schwer misshandelt, dass er seinen Verletzungen noch am selben Abend erlag.
Kurz zuvor hatte Auerswald seine Ehefrau verloren. Für seine hinterbliebenen Kinder, vier Söhne und eine Tochter, wurde eine Nationalsammlung durch ganz Deutschland veranstaltet. Beigesetzt wurden er, Lichnowsky und die während der Septemberunruhen umgekommenen Soldaten im Rahmen eines Staatsbegräbnisses auf dem Frankfurter Hauptfriedhof (Grablage: Gewann E, 243).